# Златна (Алба)
Златна (рум. Zlatna) насеље је у Румунији у округу Алба у општини Златна. Општина се налази на надморској висини од 407 m.

## Становништво
Према подацима из 2002. године у насељу је живело 4289 становника.

### Попис2002.
| Расподела становништва по националности 2002.‍ | Расподела становништва по националности 2002.‍ | Расподела становништва по националности 2002.‍ | Расподела становништва по националности 2002.‍ | Расподела становништва по националности 2002.‍ |
| --------------------------------------------- | --------------------------------------------- | --------------------------------------------- | --------------------------------------------- | --------------------------------------------- |
|                                               |                                               |                                               |                                               |                                               |
| Румуни                                        | Румуни                                        |                                               | 4.094                                         | 95,7%                                         |
| Мађари                                        | Мађари                                        |                                               | 55                                            | 1,3%                                          |
| Роми                                          | Роми                                          |                                               | 131                                           | 3,1%                                          |